# Xylopia mildbraedii
Xylopia mildbraedii là loài thực vật có hoa thuộc họ Na. Loài này được Diels miêu tả khoa học đầu tiên.